# Thalamita bilobata
Thalamita bilobata is een krabbensoort uit de familie van de Portunidae. De wetenschappelijke naam van de soort is voor het eerst geldig gepubliceerd in 1926 door de Man.